# La Vie peu ordinaire de Dona Linhares
Pour plus de détails, voir Fiche technique et Distribution.
La Vie peu ordinaire de Dona Linhares (en portugais : Eu Tu Eles) est un film brésilien réalisé par Andrucha Waddington sorti en 2000. 

## Fiche technique
- Titre français : La Vie peu ordinaire de Dona Linhares
- Titre original : Eu Tu Eles
- Réalisation : Andrucha Waddington
- Scénario : Elena Soarez
- Musique : Gilberto Gil
- Photographie : Breno Silveira
- Montage : Vicente Kubrusly
- Décors : Toni Vanzolini
- Pays :  Brésil
- Durée : 104 minutes
- Genre : Drame
- Budget :
- Dates de sortie : 
  -  Brésil :
  -  France : 26 décembre 2001

## Distribution
- Regina Casé : Darlene
- Lima Duarte : Osias
- Stenio Garcia : Zezinho
- Luiz Carlos Vasconcelos : Ciro
- Nilda Spencer : Raquel
- Diogo Lopes : le berger
- Helena Araujo : la mère de Darlene
- Francisco Alves Torres : le frère de Darlene

## Distinctions

### Récompenses
- Festival de Cannes 2000 : Prix Un certain regard - Mention spéciale
- Festival international des jeunes réalisateurs de Saint-Jean-de-Luz 2000 : prix du meilleur réalisateur
- Globe de cristal du Festival de Karlovy Vary en 2000
- Grande Prêmio do Cinema Brasileiro 2001 : meilleur film